# چاه عمیق (جویم)
چاه عمیق (جویم)، روستایی از توابع بخش مرکزی شهرستان جویم در استان فارس ایران است.

## جمعیت
این روستا در دهستان جویم قرار دارد و براساس سرشماری مرکز آمار ایران در سال ۱۳۸۵، جمعیت آن ۳۶ نفر (۸خانوار) بوده‌است.